# كوردي تيندل فيفيان
كوردي تيندل فيفيان (بالإنجليزية: C. T. Vivian)‏ (ولد في 28 يوليو من عام 1924)، وزير ومؤلف، وصديق مقرب لمارتن لوثر كينغ الابن. كان فيفيان خلال حركة الحقوق المدنية لا يزال مقيماً في أتلانتا عاصمة ولاية جورجيا، وأسس مؤخراً معهد ك. ت. فيفيان للريادة. كما كان عضواً في أخوية ألفا فاي ألفا.
تحدَّث الرئيس باراك أوباما، في الذكرى السنوية للمسيرات التي بدأت من سلما إلى مونتغمري في مارس من عام 2007، في كنيسة سلما براون الأسقفية الميثودية الأفريقية، وعرَّف بفيفان في تصريحاته الافتتاحية بكلمات لمارتن لوثر كينغ الابن بأنه «أعظم مبشر حي على الإطلاق».

في 8 أغسطس من عام 2013، قلَّد الرئيس أوباما فيفان وسام الحرية الرئاسي. وفيما يلي اقتباس من البيان الصحفي:
«سي. تي. فيفيان هو زير ومؤلف بارز، ورائد في حركة الحقوق المدنية وصديق لمارتن لوثر كينغ الابن. شارك فيفيان في مسيرات الحرية والاعتصامات التي جرت في جميع أنحاء بلادنا، كما ساعد في تأسيس العديد من منظمات الحقوق المدنية بما فيها» فيجن«و» الشبكة الوطنية المناهضة لكلان«و» مركز التجديد الديمقراطي«. وعاد في عام 2012 ليكون رئيساً مؤقتاً في مؤتمر القيادة المسيحية الجنوبي».

## لمحة عامة
ولد فيفيان في بونفيل (ميزوري)، هاجر مع والدته عندما كان صبياً صغيراً إلى ماكوم (إلينوي)، حيث التحق بمدرسة لينكولن الابتدائية ومن ثم مدرسة إديسون الإعدادية. في عام 1949، تخرج فيفيان من مدرسة ماكوم الثانوية وذهب ليكمل دراسته في جامعة إلينوي الغربية في ماكوم، وعمل هناك كمحرر رياضي لصحيفة المدرسة. بدأ فيفيان أول وظيفة مهنية له وهي مدير الترفيه في مركز كارفر المجتمعي في بيوريا (إلينوي)، حيث شارك في اعتصامه الأول خلال إحدى المظاهرات التي نجحت في دمج كافيتيريا بارتون في عام 1947.
خلال فترة دراسته من أجل الوزارة في الكلية المعمدانية الأمريكية في ناشفيل عاصمة ولاية تينيسي في عام 1959، التقى فيفيان بجيمس لوسون الذي كان يدرّس إستراتيجية المهاتما غاندي في الحراك المباشر اللا عنفي لحركة طلاب ناشفيل. نظم طلاب لوسون بمن فيهم ديان ناش وبرنارد لافاييت وجيمس بيفل وجون لويس وآخرون من طلاب المعمدانية الأمريكية وجامعة فيسك وجامعة ولاية تينيسي، حملة اعتصامية لا عنفية منهجية. في 19 أبريل من عام 1960، شارك 4000 متظاهر في المسيرة التي أقيمت في مجلس المدينة، حيث تحدى فيفيان وديان ناش عمدة مدينة ناشفيل بن ويست. ونتيجة لذلك، أقرَّ العمدة ويست علناً أن التمييز العنصري هو عبارة عن خطأ من الناحية الأخلاقية. وتولى العديد من الطلاب المشاركين في حركة الطلاب في ناشفيل أدواراً قيادية رئيسية في كل من لجنة التنسيق الطلابية اللا عنفية (SNCC) ومؤتمر القيادة المسيحية الجنوبية  (SCLC).

## عمله ككاتب
كتب فيفيان كتاب «القوة السوداء والأسطورة الأمريكية» في هام 1970، تناول الكتاب إخفاقات حركة الحقوق المدنية. نشرت مطبعة فورتريس في فلاديفيا، بنسلفانيا هذا الكتاب.
إن الاستشهاد المستمر بأقوال الأنبياء فيما يتعلق بالصراع والتحدي بين المسيحيين والمسلمين، سبَّب إهمال الجيل السابق للعمل نحو السلام. «يمكن للمسيحيين والمسلمين إيجاد أرضية مشتركة لضرورة خلق بدائل جديدة. يمكن لأي شخص أن يبدأ النضال في أي مكان وأن يسير في طريق تحقيق التغييرات التي يرغب فيها الجميع». (ص 125)

## العمل مع مارتن لوثر كينغ ومؤتمر القيادة المسيحية الجنوبية
بعد أن أصبح فيفيان عضواً في مؤتمر القيادة المسيحية الجنوبية، شارك في عام 1961 مع فرسان الحرية بصفته عضواً بديلاً عن الأعضاء المصابين في مؤتمر المساواة العرفية (CORE).
ساعد فيفيان في تأسيس مؤتمر القيادة المسيحية في ناشفيل، كما ساعد في تنظيم أول اعتصام فيها في عام 1960 وأول مسيرة للحقوق المدنية في عام 1961. ركب فيفيان أول «حافلة للحرية» في جاكسون، ميسيسيبي، وتابع العمل إلى جانب مارتن لوثر كينغ الابن وجيمس بيفيل وديان ناش وغيرهم ممن كانوا أعضاء في المجلس التنفيذي لمؤتمر القيادة المسيحية الجنوبية في كل من برمنغهام وسلما وشيكاغو وناشفيل، وفي مسيرة واشنطن ودانفيل (فرجينيا) وسانت أوغسطين (فلوريدا). ادعى البعض أن حملة القديس أوغسطين ساعدت في إقرار قانون الحقوق المدنية التاريخي في عام 1964، حيث كُرّم فيفيان عن الدور الذي قدمه عند عودته إلى المدينة في عام 2008 ولتكريسه درب الحرية للمواقع التاريخية لحركة الحقوق المدنية.
خلال الصيف الذي عقب حركة سلما لحقوق التصويت، صمم فيفيان وأعد برنامجاً تعليمياً يسمى «فيجن»، حيث ضم 702 طالباً من ألاباما إلى الجامعة من خلال منح دراسية (وأصبح هذا البرنامج في وقت لاحق محدوداً وتصاعدياً). كان كتابه «القوة السوداء والأسطورة الأمريكية» في عام 1970 أول كتاب عن الحقوق المدنية يُنشر من قبل أحد أعضاء فريق مارتن لوثر كينغ.

## الحياة اللاحقة

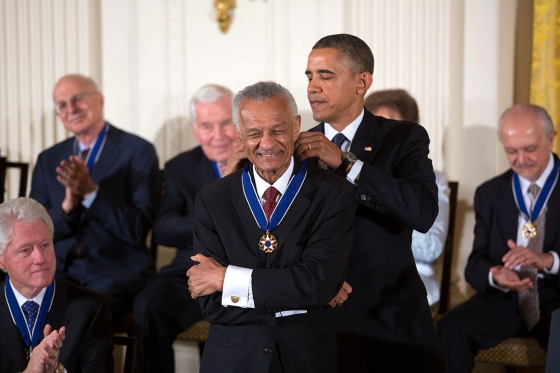
الرئيس السابق باراك أوباما يمنح وسام الحرية الرئاسي لعام 2013 لكوردي تيندل فيفيان، خلال حفل أقيم في الغرفة الشرقية بالبيت الأبيض، 20 نوفمبر 2013.

انتقل فيفيان في السبعينيات إلى أتلانتا، وأسس في عام 1977 مركز العمل واستراتيجيات العمل السوداء (BASICS)، وهي شركة استشارية حول التعددية الثقافية والعلاقات العرقية في مكان العمل وسياقات أخرى. 
في عام 1979، شارك آن برادين في تأسيس مركز التجديد الديمقراطي (في البداية كان عبارة عن شبكة وطنية لمكافحة كلان)، وهي منظمة يعمل فيها البيض والسود جنباً إلى جنب رداً على النشاط العنصري للبيض. في عام 1984، خدم في حملة جيسي جاكسون الرئاسية، بصفته نائب المدير الوطني لرجال الدين. في عام 1994، ساعد في تأسيس مجلس إدارة بنك مدينة كابيتول وشركة تراست إلى جانب خدمته فيه، وهو من بنوك أتلاتنا للسود.
واصل فيفيان خطاباته العلنية وتقديم ورشات العمل، وقدم الكثير في العديد من المؤتمرات التي عُقدت في جميع أنحاء البلاد والعالم، بما فيها مؤتمرات الأمم المتحدة. وقد ظهر في فيلم وثائقي عن الحقوق المدنية باسم «عيون على الجائزة» بصفته ناشطاً ومحللاً، كما ظهر في برنامج تلفزيوني خاص بعنوان «وزارة الشفاء للدكتور ك. ت. فيفيان». كما ظهر مرات عديدة في برنامج أوبرا وفي برنامج مونتيل ويليامز ودناهو. وكان محور سيرة التحدي والتغيير التي كتبتها ليديا ووكر.
في عام 2008، أسس فيفيان ودمج معهد ك. ت. فيفيان للريادة بهدف «إنشاء ثقافة ريادية نموذجية في أتلانتا»(جورجيا). عمل المعهد على تطوير وتصميم وتنفيذ حملة «نعم، نحن نهتم» في 18 ديسمبر من عام 2008 (بعد أربعة أيام من إغلاق مدينة أتلانتا للمياه في كلية موريس براون)، وخلال فترة شهرين ونصف، حشد مجتمع أتلانتا تبرعات تزيد عن 500,000 دولار مباشرة إلى كلية موريس براون لتمويل الجسر. أنقذت الجهود المبذولة هذه الكلية أو الجامعة التاريخية السوداء (HBCU) التي تأسست عام 1881، كما أنها سمحت للكلية بالتفاوض مع المدينة ما أعاد في نهاية المطاف خدمات المياه إليها. إضافة لذلك، أعطت هذه الحملة الاستراتيجية دفعًا لكلية موريس براون لتوسيع وتجديد قاعدة المتبرعين.
بعد حملة موريس، بدأ فيفيان مناقشاته مع أنظمة موزايكا التعليمية والتي أدت في نهاية المطاف إلى شراكة مع أكاديمية أتلانتا الإعدادية (APA)، وهي مدرسة مستقلة مبتكرة مقرها في أتلانتا في قاعة جوردان التاريخية.